# Estratégia militar

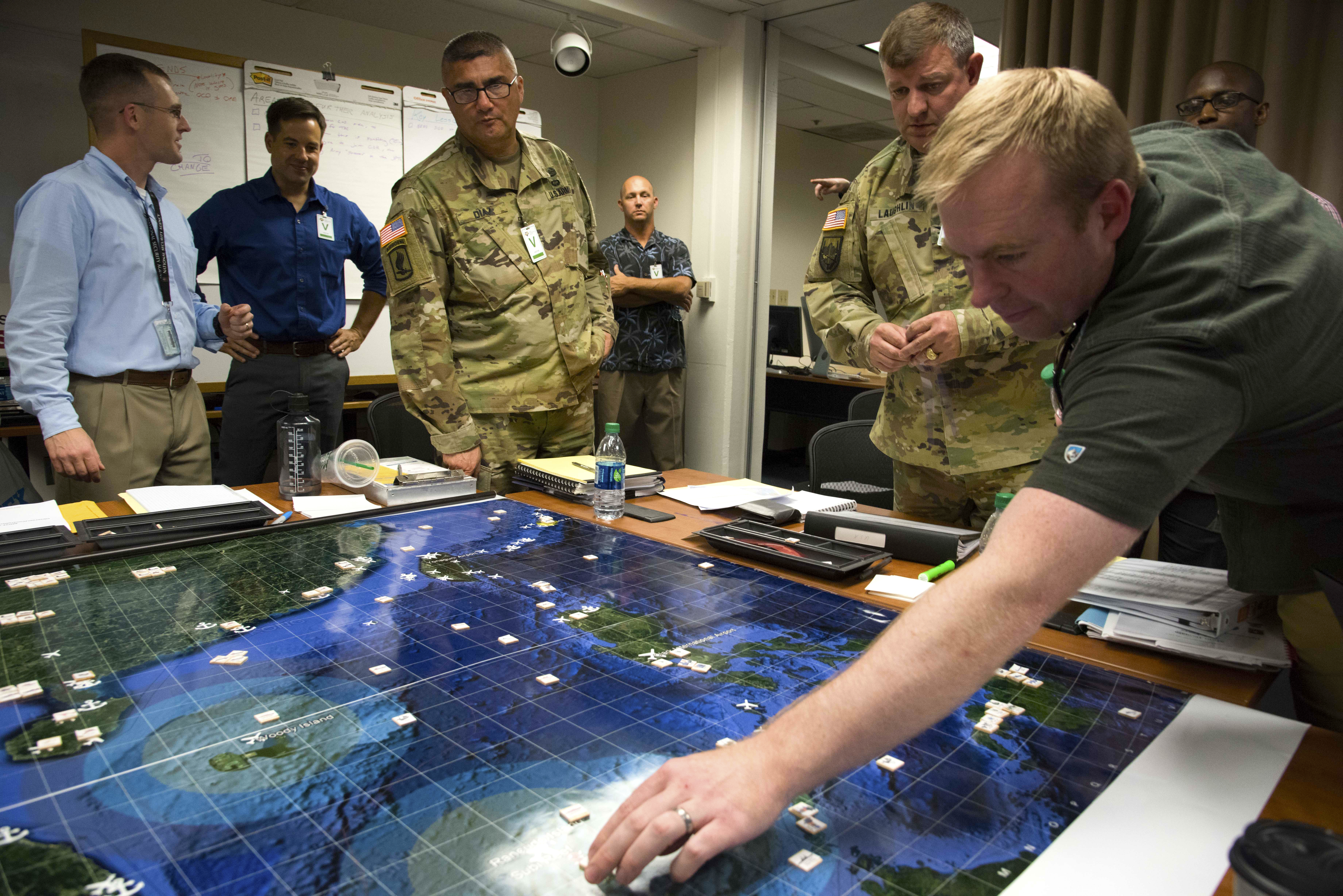
Planejamento de estratégia militar em jogos de guerra.

Estratégia militar é uma designação abrangente para o planejamento de atuação numa guerra. Derivando do grego "estratego", a estratégia era vista como a arte do general. A estratégia militar lida com o planejamento e a condução de campanhas, o movimento e a divisão de forças, bem como a burla do inimigo. O pai do estudo moderno da estratégia, Carl von Clausewitz, define estratégia militar como "o emprego de batalhas para obter o fim da Guerra", dando, portanto, a preeminência de objetivos políticos em relação às conquistas militares, garantindo controle civil sobre os militares. Estratégias militares baseiam-se num tripé: (1) a preparação das táticas militares, (2) a aplicação dos planos no campo de batalha e (3) a logística envolvida na manutenção do exército.